# Tonči Gabrić
Tonči Gabrić (Spalato, 11 novembre 1961 – Spalato, 28 ottobre 2024) è stato un allenatore di calcio e calciatore croato, di ruolo portiere.
Anche suo figlio Drago è stato un calciatore.

## Statistiche

### Cronologia presenze e reti in nazionale
| Cronologia completa delle presenze e delle reti in nazionale ― Croazia | Cronologia completa delle presenze e delle reti in nazionale ― Croazia | Cronologia completa delle presenze e delle reti in nazionale ― Croazia | Cronologia completa delle presenze e delle reti in nazionale ― Croazia | Cronologia completa delle presenze e delle reti in nazionale ― Croazia | Cronologia completa delle presenze e delle reti in nazionale ― Croazia | Cronologia completa delle presenze e delle reti in nazionale ― Croazia | Cronologia completa delle presenze e delle reti in nazionale ― Croazia |
| Data                                                                   | Città                                                                  | In casa                                                                | Risultato                                                              | Ospiti                                                                 | Competizione                                                           | Reti                                                                   | Note                                                                   |
| ---------------------------------------------------------------------- | ---------------------------------------------------------------------- | ---------------------------------------------------------------------- | ---------------------------------------------------------------------- | ---------------------------------------------------------------------- | ---------------------------------------------------------------------- | ---------------------------------------------------------------------- | ---------------------------------------------------------------------- |
| 17-10-1990                                                             | Zagabria                                                               | Croazia                                                                | 2 – 1                                                                  | Stati Uniti                                                            | Amichevole                                                             | -                                                                      | 70’                                                                    |
| 22-12-1990                                                             | Fiume                                                                  | Croazia                                                                | 2 – 0                                                                  | Romania                                                                | Amichevole                                                             | -                                                                      | 46’                                                                    |
| 26-4-1995                                                              | Zagabria                                                               | Croazia                                                                | 2 – 0                                                                  | Slovenia                                                               | Qual. Euro 1996                                                        | -                                                                      | 46’                                                                    |
| 11-6-1995                                                              | Kiev                                                                   | Ucraina                                                                | 1 – 0                                                                  | Croazia                                                                | Qual. Euro 1996                                                        | -1                                                                     | 27’                                                                    |
| 28-2-1996                                                              | Fiume                                                                  | Croazia                                                                | 2 – 1                                                                  | Polonia                                                                | Amichevole                                                             | -                                                                      | 46’                                                                    |
| 13-3-1996                                                              | Zagabria                                                               | Croazia                                                                | 3 – 0                                                                  | Corea del Sud                                                          | Amichevole                                                             | -                                                                      | 88’                                                                    |
| 26-3-1997                                                              | Varaždin                                                               | Croazia                                                                | 2 – 0                                                                  | Israele                                                                | Amichevole                                                             | -                                                                      | 76’                                                                    |
| 2-4-1997                                                               | Spalato                                                                | Croazia                                                                | 3 – 3                                                                  | Slovenia                                                               | Qual. Mondiali 1998                                                    | -1                                                                     | 46’                                                                    |
| 11-9-1997                                                              | Copenaghen                                                             | Danimarca                                                              | 3 – 1                                                                  | Croazia                                                                | Amichevole                                                             | -3                                                                     | 10’                                                                    |
| Totale                                                                 |                                                                        | Presenze                                                               | 9                                                                      |                                                                        | Reti                                                                   | -5                                                                     |                                                                        |

## Palmarès

### Giocatore

#### Competizioni nazionali
- Campionato croato: 1

Hajduk Spalato: 1994-1995
- Coppa di Croazia: 1

Hajduk Spalato: 1994-1995
- Supercoppa di Croazia: 1

Hajduk Spalato: 1994